# 요한 크라위프 아레나
요한 크라위프 아레나(네덜란드어: Johan Cruijff Arena, 영어: Johan Cruyff Arena)는 네덜란드 암스테르담에 위치한 개폐식 스타디움(아레나)이다.

## 명칭
원래 명칭은 암스테르담 아레나였으나 AFC 아약스는 구단 홈페이지와 SNS 계정을 통해 구장 이름을 2016년 3월 24일에 폐암으로 사망한 네덜란드의 전설적인 축구선수 요한 크라위프의 이름을 따 요한 크라위프 아레나로 변경을 요한 크라위프의 생일인 2017년 4월 25일에 발표했다. 그 후 개명 작업을 추진하여 2018년 8월에 공식적으로 개명 작업이 완료되었다.

## 역사
이 경기장은 처음에는 1992년 하계 올림픽 대회의 주경기장 역할을 하기 위해 지어질 계획이었다. 그러나 스페인 바르셀로나가 올림픽 개최지로 선정되고 암스테르담이 탈락하자 일반적인 스포츠 경기장 역할을 하기 위해 용도가 변경되어 건설되었다. 현재는 축구 클럽 AFC 아약스의 홈 경기장이다. 또한, 2007년까지 존재했던 NFL 유로파의 미식축구팀 암스테르담 애드머럴스의 경기장으로 잠시 쓰인 적이 있다.
이 스타디움은 1996년 8월 14일 개장하였다. 개장 기념 경기는 AFC 아약스 대 AC 밀란이었다. 이 스타디움은 유럽 최초로 개폐식 지붕을 가진 천연 잔디구장이었다. 이때문에 초기엔 천장의 그림자로 지면의 일부는 잔디가 잘 자라지 않아 1년에 네 차례나 잔디를 교체해야 했다. 이 스타디움은 지하 통로를 갖춘 세계 최초의 스타디움이다. 로열석(royal)은 40 석, 기자석은 약 230 석이다. 총 수용인원은 5만 4003명이다. 스타디움의 공사비는 약 1억 4천만 유로였다.스타디움의 현재 추정 가치는 약 9천 6백만 유로이다.

## 공연
음향 상태가 안 좋다는 평에도 불구 하고, 종종 콘서트가 이 구장에서 열린다. 마이클 잭슨, 티나 터너, 데이빗 보위, 본 조비, 에미넴, 로비 윌리엄스, 안드레 하저스, 레드 핫 칠리 페퍼스, 롤링 스톤스, 셀린 디옹, U2, 메탈리카, 마돈나 등이 공연을 가졌었다. 1996년 티나 터너의 투어 와일디스트 드림즈 월드 투어 Wildest Dreams World Tour 콘서트에서는 약 3일간에 걸쳐 15만 명 이상의 관람객들이 경기장에 운집했었다.
관람석을 둥글게 설정했을 때는 약 6만 8천 명, 북쪽 스테이지일 때는 5만 명, 파노라마식으로 설정했을 때는 약 3만 5천 명을 수용한다.

## 기록

### 1998 UEFA 챔피언스리그 결승전
| 날짜            | 팀 1        | 스코어 | 팀 2             | 라운드 |
| --------------- | ----------- | ------ | ---------------- | ------ |
| 1998년 5월 20일 | 유벤투스 FC | 0 - 1  | 레알 마드리드 CF |        |

### 2002년 FIFA 월드컵 유럽 지역 예선
| 날짜           | 팀 1     | 스코어 | 팀 2     | 라운드 |
| -------------- | -------- | ------ | -------- | ------ |
| 2000년 9월 2일 | 네덜란드 | 2 - 2  | 아일랜드 | 2조    |

## 같이 보기
- AFC 아약스